# Záhady ze starověkého Říma
Záhady ze starověkého Říma (2001–2009, The Roman Mysteries) je cyklus detektivních dobrodružných románů pro mládež americké spisovatelky Caroline Lawrencové. Knihy se odehrávají v prostředí starověkého Říma za vlády císaře Tita a mají dětské hrdiny, kterými jsou Flavia Gemina, dcera bohatého římského námořního kapitána, syn židovského lékaře Mordechaje Jonatán, núbijská otrokyně Nubia a němý žebravý chlapec Lupus. Série, česky někdy také nazývána podle jména hlavní hrdinky Flavia Gemina, získala mnohá ocenění (roku 2009 například Classical Association Prize) a byla přeložena do řady jazyků.
Cyklus se skládá ze sedmnácti románů, jedné novely a dvou knih povídek a čtyř doprovodných knih literatury faktu. Navíc s ní souvisí tzv. Flavian Trilogy.

## Knihy patřící do cyklu nebo s cyklem souvisí

### Romány cyklu
1. The Thieves of Ostia (2001, Lupiči z Ostie),
2. The Secrets of Vesuvius (2001, Tajemný Vesuv),
3. The Pirates of Pompeii (2002, Piráti z Pompejí),
4. The Assassins of Rome (2002, česky jako Úkladní vrazi v Neronově paláci),
5. The Dolphins of Laurentum (2003, Delfíni z Laurenta),
6. The Twelve Tasks of Flavia Gemina (2003, Dvanáct úkolů Flavie Geminy),
7. The Enemies of Jupiter (2003, Nepřátelé Jupitera),
8. The Gladiators from Capua (2004, Gladiátoři z Capuy),
9. The Colossus of Rhodes (2005, Kolos rhodský),
10. The Fugitive from Corinth (2005, Uprchlík z Korintu),
11. The Sirens of Surrentum (2006, Sirény ze Surrenta),
12. The Charioteer of Delphi (2006, Delfský vozataj),
13. The Slave-girl from Jerusalem (2007, Otrokyně z Jeruzaléma),
14. The Beggar of Volubilis (2007, Žebrák z Volubilisu),
15. The Scribes from Alexandria (2008, Písaři z Alexandrie),
16. The Prophet from Ephesus (2009, Prorok z Efezu),
17. The Man from Pomegranate Street (2009, Muž z ulice Granátového jablka).

### Novely a povídky cyklu
- The Code of Romulus (2007), novela.
- Trimalchio's Feast and other mini-mysteries (2007, Hostina u Trimalchiona), sbírka povídek.
- The Legionary from Londinium and other mini-mysteries (2010, Legionář z Londinia), sbírka povídek.

### Související knihy literatury faktu
- The First Roman Mysteries Quiz Book (2007),
- The Second Roman Mysteries Quiz Book (2007),
- The Roman Mysteries Treasury (2007),
- From Ostia to Alexandria with Flavia Gemina (2009).

### Flavian Trilogy
1. Brother of Jackals (2010),
2. Companion of Owls (2011),
3. Prey of Lions (2019).

## Filmové adaptace
- Roman Mysteries (2007–2008), britský televizní seriál, režie Paul Marcus.

## Česká vydání
- Lupiči z Ostie, Albatros, Praha 2006, přeložila Hana Petráková.
- Tajemný Vesuv, Albatros, Praha 2007, přeložila Hana Petráková.
- Piráti z Pompejí, Albatros, Praha 2008, přeložila Hana Petráková.
- Úkladní vrazi v Neronově paláci, Albatros, Praha 2009, přeložila Hana Petráková.
- Delfíni z Laurenta, Albatros, Praha 2010, přeložila Hana Petráková.
- Dvanáct úkolů Flavie Geminy, Albatros, Praha 2011, přeložila Hana Petráková

## Obsah česky vydaných knih

### Lupiči z Ostie
Příběh se odehrává v roce 79 našeho letopočtu. Desetiletá dívka Flavia Gemina se snaží vypátrat, kdo ukradl zlaté pečetidlo jejího otce, bohatého římského námořního kapitána, a kdo v přístavním městě Ostii zabíjí psy. Přitom získá tři stejně staré kamarády, židovského chlapce Jonatána, malého němého žebráka Lupuse a dívkou Nubii, kterou sama vykoupí z otroctví. V epilogu se dozvíme, že císař Vespasianus právě zemřel a jeho následníkem že se stal jeho syn Titus.

### Tajemný Vesuv
Flavia, Jonatán, Nubia a Lupus tráví léto u Flaviina strýce na statku nedaleko Pompejí. Cestou zachrání před utopením slavného římského válečníka a filosofa Plinia, který jim za odměnu věnuje hádanku, kterou objevil v kovárně v Pomepjích a jejíž rozluštění má vést k objevení pokladu. V té době se však začíná zachvívat půda a lékař Mordechaj na základě sirného zápachu a objevené otrávené zvěře vytuší nebezpečí – výbuch sopky Vesuv. Filosof Plinius se nechá na veslici dopravit do Stabií, aby mohl úkaz sledovat, ale na svoji zvědavost doplatí životem. Je nalezen mrtvý na pláži ve Stabiích, pravděpodobně zadušen sopečnými plyny. Díky Mordechajovi jsou však děti zachráněny. Pompeje, Herculaneum a Stabie jsou zasypány sopečným popelem.

### Piráti z Pompejí
Ti, co přežili výbuch Vesuvu, hledají své blízké. Lékař Mordechaj zřizuje nemocniční lůžka v provizorních přístřešcích a dobrovolníci pomáhají v přeplněných uprchlických táborech rozdělovat potraviny. Objevují se ale také případy drancování a únosů dětí. Krutý obchodník s otroky Venalicius využívá všeobecného zmatku k tomu, aby získal dětské otroky na prodej. Flavii, Jonatánovi, Nubii a Lupusovi se nakonec podaří jeho záměry zmařit.

### Úkladní vrazi v Neronově paláci
Jonatán, Lupus, Nubia a Flavia jsou zpět v Ostii a slaví Jonatánovy jedenácté narozeniny. Jonatán se ptá otce na svou matku, o které je přesvědčen, že zahynula při obléhání Jeruzaléma během první židovské války. Jonatánův otec Mordechaj je najednou zatčen za ukrývání nájemného vraha, prý zapleteného do spiknutí proti císaři Titovi. Tím údajným vrahem má být Jonatánův strýc Simeon ben Jonas, se kterým Jonatán odjede za otcem do Říma. Jeho tři přátelé jej následují. Jonatán zjistí, že jeho matka přežila a je otrokyní v Neronově zlatém paláci. Titova milenka, princezna Berenika, sestra judejského krále Heroda Agrippy II. je přesvědčena, že Jonatánova matka a Titus jsou milenci, a najme si vrahy (mezi nimi i Simeona), aby ji zabili. Simeon však chce nyní Jonatánovu matku zachránit. Dostane se Jonatánem v převlečení do paláce, ale oba jsou odhaleni a uvězněni. Lupus, Nubia a Flavia pak vniknou do paláce tajnou chodbou a podaří se jim přicházejícího vraha zneškodnit. Císař Titus pak všechny propustí.

### Delfíni z Laurenta
Na podzim roku 79 postihne Flaviinu rodinu neštěstí. Loď Flaviina otce ztroskotá a on tak přijde o všechen majetek. Zůstaly mu jen dluhy. Chmurnou náladu v rodině trochu rozptýlí příchod Plinia mladšího, synovce filosofa Plinia, který zahnul při výbuchu Vesuvu. Plinius mladší právě zdědil po svém stryci majetek a chce slyšet vzpomínky dětí na jeho poslední dny. Pak všem nabídne pobyt ve vile v Laurentu na břehu moře. Při koupání objeví mladí přátelé potopený vrak, ve kterém by měl být zlatý poklad. Ten by chtěli získat a vyřešit tak finanční problémy Flaviina otce. Lupus, který se umí potápět, se k vraku několikrát dostane, ale amfory s neznámým nákladem není schopen vyzvednout. Dokonce jej napadne chobotnice a je zachráněn delfínem. 
Lupus se chce také pomstít muži, který mu vyřízl jazyk. Je to otrokář Venalicius. Ve skutečnosti je to jeho strýc, který zabil svého bratra, protože si vzal ženu, kterou miloval. Lupusovi vyříznul jazyk, aby to nemohl nikomu říct. Nyní však všeho lituje, pro chlapce nakonec obětuje svůj život a odkáže mu svou otrokářskou loď. Ten z ní udělá loď obchodní a daruje ji otci Flavie, aby s její pomocí mohl spaltit své dluhy.

### Dvanáct úkolů Flavie Geminy
Kniha se odehrává v prosinci roku 79 v Ostii během zimních saturnálií. Flaviin otec se zotavuje po nedávném ztroskotání a je okouzlený vdovou Cartiliou Poplicolou. Flavia však vdovu podezřívá, že zamilovanost předstírá kvůli otcově majetku. Díky snu se domnívá, že vdovino tajemství odhalí pomocí dvacácti Héraklových úkolů. Cartilia je nakonec očištěna, Flaviin otec je ale odhalením některých jejích tajemství zdrcen a Flavia nakonec svých činů lituje. Cartilla pak zemře při epidemii horečky, která se prožene Ostií.